# Трофименко Віра Сергіївна
Віра Сергіївна Трофименко (нар. 6 вересня 1904, Тєлін — дата смерті невідома) — українська радянська художниця; член Спілки радянських художників України.

## Біографія
Народилася 6 вересня 1904 року в місті Тєліні (нині Китайська Народна Республіка). Закінчила Харбінський політехнічний інститут, де навчалася у Петра Федоровського.
Мешкала у Києві в будинку на вулиці Великій Підвальній, № 28, квартира № 9.

## Творчість
Працювала в галузях промислової графіки, художнього текстилю, а також мініатюрного живопису. Серед робіт:
- портрет письменника Павла Бажова (1949);
- портрет Тетяни Яблонської (1951);
- портрет народного артиста СРСР Амвросія Бучми (1951);
- «Карл Маркс» (1957);
- «Тарас Шевченко» (1963);
- портрет Олександра Довженка (1963).

Брала участь у республіканських виставках з 1951 року.